# Nototriche pearcei
Nototriche pearcei là một loài thực vật có hoa trong họ Cẩm quỳ. Loài này được (Baker f.) A.W. Hill mô tả khoa học đầu tiên năm 1906.